# Pisa Sporting Club 1958-1959
Questa voce raccoglie le informazioni riguardanti il Pisa Sporting Club nelle competizioni ufficiali della stagione 1958-1959.

## Rosa
| N. |                   | Ruolo | Calciatore        |
| -- | ----------------- | ----- | ----------------- |
|    | Italia (bandiera) | C     | Roberto Balestri  |
|    | Italia (bandiera) | D     | Walter Beretta    |
|    | Italia (bandiera) | P     | Santino Ciceri    |
|    | Italia (bandiera) | P     | Egisto Ciuti      |
|    | Italia (bandiera) | D     | Arnaldo Felloni   |
|    | Italia (bandiera) | D     | Luigi Francesconi |
|    | Italia (bandiera) | A     | Franco Ghiadoni   |
|    | Italia (bandiera) | C     | Vittorio Ghiandi  |
|    | Italia (bandiera) | C     | Cleto Marini      |
|    | Italia (bandiera) | C     | Valentino Morelli |

| N. |                   | Ruolo | Calciatore        |
| -- | ----------------- | ----- | ----------------- |
|    | Italia (bandiera) | A     | Sergio Nundini    |
|    | Italia (bandiera) | A     | Enrico Ribechini  |
|    | Italia (bandiera) | A     | Loredano Ricoveri |
|    | Italia (bandiera) | C     | Alfonso Sicurani  |
|    | Italia (bandiera) | C     | Alberto Tellini   |
|    | Italia (bandiera) | C     | Dario Venturi     |
|    | Italia (bandiera) | C     | Albano Vicariotto |
|    | Italia (bandiera) | C     | Giancarlo Virgili |
|    | Italia (bandiera) | D     | Franco Vottero    |